# جويس كريست
جويس كريست (7 مارس 1921 - 17 أكتوبر 1997) (بالإنجليزية: Joyce Christ)‏ هي لاعبة كريكت أسترالية. شاركت مع منتخب أستراليا الوطني للكريكت.

## وصلات خارجية
- جويس كريست على موقع إي آس بي آن كريك إنفو (الإنجليزية)